# فيليب دالتون
فيليب دالتون (بالإنجليزية: Philip Dalton)‏ هو مهندس فضاء جوي ومهندس أمريكي، ولد في 1 أبريل 1903، وتوفي في 25 يوليو 1941.